# Friedrich Gerhard
Friedrich Gerhard (24 juli 1884 - 17 mei 1950) was een Duits ruiter, die gespecialiseerd was in dressuur. Gerhard won tijdens de Olympische Zomerspelen 1936 de gouden medaille in de landenwedstrijd en de zilveren medaille individueel achter zijn landgenoot Heinz Pollay.

## Resultaten
- Olympische Zomerspelen 1936 in Berlijn  individueel dressuur met Absinth
- Olympische Zomerspelen 1936 in Berlijn  landenwedstrijd dressuur met Absinth

1928: von Langen, Linkenbach, Lotzbeck ·
1932: Lesage, Marion, Jousseaume ·
1936: Pollay, Gerhard, Oppeln-Bronikowski ·
1948: Jousseaume, Saint-Fort Paillard, Buret ·
1952: Saint Cyr, Boltenstern, Persson ·
1956: Saint Cyr, Boltenstern, Persson ·
1964: Boldt, Klimke, Neckermann ·
1968: Neckermann, Klimke, Linsenhoff ·
1972: Petoesjkova, Kizimov, Kalita ·
1976: Boldt, Klimke, Grillo ·
1980: Kovsjov, Oegrjoemov, Misevitsj ·
1984: Klimke, Sauer, Krug ·
1988: Klimke, Linsenhoff, Theodorescu, Uphoff ·
1992: Balkenhol, Uphoff, Theodorescu, Werth ·
1996: Balkenhol, Schaudt, Theodorescu, Werth ·
2000: Werth, Capellmann, Salzgeber, Simons-de Ridder ·
2004: Kemmer, Schmidt, Schaudt, Salzgeber ·
2008: Kemmer, Capellmann, Werth ·
2012: Hester, Bechtolsheimer, Dujardin ·
2016: Rothenberger, Schneider, Bröring-Sprehe, Werth ·
2020: von Bredow-Werndl, Schneider, Werth ·
2024: Wandres, von Bredow-Werndl, Werth
- Gemeinsame Normdatei: 1034732242
- Virtual International Authority File: 300472724